# Чемпионат Европы по футболу 2024 среди юношей до 19 лет
Чемпионат Европы по футболу 2024 среди юношей до 19 лет (англ. 2024 UEFA European Under-19 Championship) — 21-й розыгрыш чемпионата Европы по футболу среди юношей до 19 лет (и 71-й розыгрыш турнира с учётом юниорских турниров ФИФА, УЕФА и юношеского чемпионата Европы до 18 лет). Турнир прошёл в Северной Ирландии с 15 по 28 июля 2024 года. В нём играют восемь сборных, состоящих из игроков, родившихся не раньше 1 января 2005 года.
Чемпионат Европы по футболу 2024 года среди команд до 19 лет является отборочным турниром на чемпионат мира до 20 лет; первые четыре путёвки на турнир в Чили получили первые и второе места групп, а пятую путёвку получил победитель стыкового матча между командами, занявшими 3-е места в своих группах.
Титул защищала сборная Италии, победившая в финале 2023 года Португалию со счётом 1:0.

## Выбор места проведения
Северная Ирландия была выбрана страной-хозяйкой турнира решением исполнительного комитета УЕФА в Монтрё 19 апреля 2021 года.

## Квалификация

### Квалифицировались в финальную стадию
Следующие команды вышли в финальную стадию турнира.
| Команда           | Метод квалификации          | Участие | Последнее участие     | Лучший результат                                         |
| ----------------- | --------------------------- | ------- | --------------------- | -------------------------------------------------------- |
| Северная Ирландия | Хозяева                     | 2-е     | 2005 (групповой этап) | Групповой этап (2005)                                    |
| Испания           | Победитель элитной группы 1 | 14-е    | 2023 (чемпион)        | Чемпион (2002, 2004, 2006, 2007, 2011, 2012, 2015, 2019) |
| Франция           | Победитель элитной группы 2 | 13-е    | 2023 (полуфинал)      | Чемпион (2005, 2010, 2016)                               |
| Норвегия          | Победитель элитной группы 3 | 7-е     | 2023 (полуфинал)      | Полуфинал (2023)                                         |
| Дания             | Победитель элитной группы 4 | 1-е     | дебют                 | дебют                                                    |
| Италия            | Победитель элитной группы 5 | 10-е    | 2023 (чемпион)        | Чемпион (2003, 2023)                                     |
| Турция            | Победитель элитной группы 6 | 7-е     | 2018 (групповой этап) | 2-е место (2004)                                         |
| Украина           | Победитель элитной группы 7 | 6-е     | 2018 (полуфинал)      | Чемпион (2009)                                           |

## Стадионы
Согласно сайту УЕФА.
| Белфаст Ларн | Белфаст                            | Белфаст                                                                | Ларн                            |
| Белфаст Ларн | Национальный футбольный стадион    | Сивью                                                                  | Инвер Парк                      |
| Белфаст Ларн | Вместимость: 18 500                | Вместимость: 3383                                                      | Вместимость: 3000               |
| Белфаст Ларн | (плей-офф: оба полуфинала и финал) | (шесть матчей группового этапа + матч за право играть на ЧМ до 20 лет) | (шесть матчей группового этапа) |
| Белфаст Ларн |                                    |                                                                        |                                 |

## Групповой этап
В каждой из двух групп приняли участие четыре команды. Команды, занявшие первое и второе место, выходят в полуфинал. Время в данной статье дано по центральноевропейскому времени.
Жеребьёвка турнира состоялась 17 апреля 2024 года в Белфасте.
| Критерии классификации команд на групповом этапе |
| --- |
| На групповом этапе команды ранжируются по следующим показателям: 1. очки, набранные во всех матчах группового этапа; 2. очки, набранные в очных встречах между командами с равным количеством очков; 3. разница голов в очных встречах между командами с равенством предыдущих показателей; 4. голы, забитые в очных встречах между командами с равенством предыдущих показателей; 5. разница голов во всех групповых матчах; 6. голы, забитые во всех групповых матчах; 7. послематчевые пенальти (только если у двух команд есть равенство по вышеуказанным показателям и они встречаются в последнем раунде группового этапа); 8. дисциплинарные показатели - жёлтая карточка: −1 очко; - непрямая красная карточка (вторая жёлтая карточка): −3 очка; - прямая красная карточка: −3 очка; 9. коэффициенты УЕФА, которые использовались при жеребьёвке отборочного раунда; 10. жребий. |

### Группа A
| Поз | Команда               | И | В | Н | П | МЗ | МП | РМ | О | Квалификация                                  |
| --- | --------------------- | - | - | - | - | -- | -- | -- | - | --------------------------------------------- |
| 1   | Италия                | 3 | 2 | 0 | 1 | 7  | 4  | +3 | 6 | Выход в плей-офф                              |
| 2   | Украина               | 3 | 1 | 2 | 0 | 3  | 2  | +1 | 5 | Выход в плей-офф                              |
| 3   | Норвегия              | 3 | 1 | 1 | 1 | 3  | 2  | +1 | 4 | Плей-офф за выход на чемпионат мира до 20 лет |
| 4   | Северная Ирландия (Х) | 3 | 0 | 1 | 2 | 0  | 5  | −5 | 1 |                                               |

| Италия                     | 2:1     | Норвегия  |
| -------------------------- | ------- | --------- |
| Ди Маджо 44′ · Дзероли 51′ | (отчёт) | Брёут 35′ |

| Северная Ирландия | 0:0     | Украина |
| ----------------- | ------- | ------- |
|                   | (отчёт) |         |

| Норвегия | 0:0     | Украина |
| -------- | ------- | ------- |
|          | (отчёт) |         |

| Северная Ирландия | 0:3     | Италия                           |
| ----------------- | ------- | -------------------------------- |
|                   | (отчёт) | Дзероли 15′ · Камарда 45+2′, 48′ |

| Норвегия       | 2:0     | Северная Ирландия |
| -------------- | ------- | ----------------- |
| Брёут 33′, 65′ | (отчёт) |                   |

| Украина                                          | 3:2     | Италия                 |
| ------------------------------------------------ | ------- | ---------------------- |
| Сынчук 7′ · Кревсун 54′ · Пономаренко 75′ (пен.) | (отчёт) | Эбоне 34′ · Романо 52′ |

### Группа B
| Поз | Команда | И | В | Н | П | МЗ | МП | РМ | О | Квалификация                                  |
| --- | ------- | - | - | - | - | -- | -- | -- | - | --------------------------------------------- |
| 1   | Франция | 3 | 2 | 1 | 0 | 8  | 5  | +3 | 7 | Выход в плей-офф                              |
| 2   | Испания | 3 | 1 | 2 | 0 | 5  | 4  | +1 | 5 | Выход в плей-офф                              |
| 3   | Турция  | 3 | 0 | 2 | 1 | 5  | 6  | −1 | 2 | Плей-офф за выход на чемпионат мира до 20 лет |
| 4   | Дания   | 3 | 0 | 1 | 2 | 6  | 9  | −3 | 1 |                                               |

| Дания       | 1:2     | Испания                |
| ----------- | ------- | ---------------------- |
| Гогорса 43′ | (отчёт) | Андрес 26′ · Браво 79′ |

| Франция                      | 2:1     | Турция   |
| ---------------------------- | ------- | -------- |
| Мишаль 66′ (пен.) · Жаке 86′ | (отчёт) | Фидан 4′ |

| Дания                          | 2:4     | Франция                                         |
| ------------------------------ | ------- | ----------------------------------------------- |
| Ольссон 87′ · Симмельхак 90+3′ | (отчёт) | Баойя 19′ · Эки 65′ · Буабре 80′ · Ассумани 85′ |

| Турция | 1:1     | Испания         |
| ------ | ------- | --------------- |
| Ай 90′ | (отчёт) | Гасьоровски 55′ |

| Турция                                | 3:3     | Дания                                      |
| ------------------------------------- | ------- | ------------------------------------------ |
| Барс 27′ · Йылдырым 53′ · Сарыкая 70′ | (отчёт) | Швартау 18′ · Гогорса 64′ · Симмельхак 76′ |

| Испания                       | 2:2     | Франция                   |
| ----------------------------- | ------- | ------------------------- |
| Д. Родригес 65′ · Кеддари 74′ | (отчёт) | Буабре 13′ · Атангана 90′ |

## Плей-офф

### Сетка
|  | Полуфиналы        | Полуфиналы |                   |   | Финал | Финал |
|  |                   |            |                   |   |       |       |
|  | 25 июля – Белфаст |            |                   |   |       |       |
|  |                   |            |                   |   |       |       |
|  | Италия            | 0          |                   |   |       |       |
|  | Италия            | 0          | 28 июля – Белфаст |   |       |       |
|  | Испания           | 1          |                   |   |       |       |
|  | Испания           | 1          | Испания           | 2 |       |       |
|  | 25 июля – Белфаст |            | Испания           | 2 |       |       |
|  |                   | Франция    | 0                 |   |       |       |
|  | Франция           | Франция    | 0                 | 1 |       |       |
|  | Франция           |            |                   | 1 |       |       |
|  | Украина           | 0          |                   |   |       |       |
|  | Украина           | 0          |                   |   |       |       |

### Плей-офф за выход на чемпионат мира до 20 лет
Победитель квалифицируется на чемпионат мира до 20 лет в Чили.
| Норвегия                                                                                               | 1:1     | Турция                                                                                  |
| --- | ------- | --------------------------------------------------------------------------------------- |
| Холтен 15′                                                                                             | (отчёт) | Вурал 81′                                                                               |
| Пенальти                                                                                               |         |                                                                                         |
| Холтен · Андресен · Гранос · Эукленн · Брёут · Хелланн · Педерсен · Банг-Киттильсен · Гонстад · Рёстен | 10:9    | Узун · Бюльбюль · Демирджан · Вурал · Йылдырым · Ай · Кайалы · Сарыкая · Йылмаз · Гезек |

### Полуфиналы
| Италия | 0:1 (доп. вр.) | Испания      |
| ------ | -------------- | ------------ |
|        | (отчёт)        | Фортуни 100′ |

| Франция      | 1:0     | Украина |
| ------------ | ------- | ------- |
| Атангана 61′ | (отчёт) |         |

### Финал
| Испания              | 2:0     | Франция |
| -------------------- | ------- | ------- |
| Браво 41′ · Диао 69′ | (отчёт) |         |

## Бомбардиры
Примечание: В скобках указано, сколько голов из общего числа забито с пенальти.
3 гола
- Даниэль Брёут

2 гола
| - Микель Гогорса - Александер Симмельхак - Икер Браво - Кевин Дзероли | - Франческо Камарда - Валентен Атангана Эдоа - Саимон Буабре |

1 гол
| - Корнелиус Ольссон - Оскар Швартау - Чема Андрес - Ярек Гасьоровски - Ассане Диао - Симо Кеддари - Дани Родригес | - Поль Фортуни - Лука Ди Маджо - Марко Романо - Томмазо Эбоне - Расмус Холтен - Фахри Керем Ай - Эмир Барс | - Исак Вурал - Пойраз Йылдырым - Эфе Сарыкая - Йигит Фидан - Даниил Кревсун - Матвей Пономаренко (1) - Геннадий Сынчук | - Эман Эки - Демен Ассумани - Жан-Маттео Баойя - Жереми Жаке (1) - Люка Мишаль |

## Команда турнира
Группа технических наблюдателей УЕФА объявила команду турнира.
| Вратарь                       | Защитники                                                                                       | Полузащитники                                                                    | Нападающий                                                           |
| ----------------------------- | ----------------------------------------------------------------------------------------------- | -------------------------------------------------------------------------------- | -------------------------------------------------------------------- |
| - Украина Владислав Крапивцов | - Италия Маттиа Маннини - Франция Жереми Жаке - Испания Ярек Гасьоровски - Турция Беркай Йылмаз | - Франция Валентен Атангана Эдоа - Испания Жерар Эрнандес - Италия Лука Ди Маджо | - Испания Дани Родригес - Испания Икер Браво - Франция Саимон Буабре |